# Schlacht um Grosny (1999–2000)
Die Schlacht von Grosny oder auch Operation Wolfsjagd war die Belagerung und der Angriff der russischen Streitkräfte auf die tschetschenische Hauptstadt Grosny, welche von Ende 1999 bis Anfang 2000 andauerte. Die Ereignisse führten zur fast vollständigen Zerstörung des Stadtgebiets. Schätzungen zufolge kosteten russische Bombardierungen und Artilleriebeschuss sowie anschließende "Säuberungen" zwischen 5000 und 8000 Zivilisten das Leben. Der Angriff auf Grosny bildete damit die blutigste Schlacht des Zweiten Tschetschenienkriegs.

## Vorgeschichte
Der Zerfall der Sowjetunion führte dazu, dass Tschetschenien sich 1991 als Tschetschenische Republik Itschkerien von Russland abkoppelte. In der Folgezeit wurden die meisten Nicht-Tschetschenen aus dem De-facto-Staat durch ethnische Säuberungen vertrieben. 1994 gab der russische Präsident Boris Jelzin schließlich den Befehl zur Rückeroberung der abtrünnigen Republik. Im Dezember 1994 begann die erste russische Belagerung von Grosny, welche nach zwei Monaten intensiver Kämpfe in die Hände der Russen fiel. Bei der Belagerung kamen geschätzt 25.000 Zivilisten durch Artilleriebeschuss ums Leben, wobei die Art der russischen Kriegsführung international auf große Kritik stieß. Jedoch gelang es den tschetschenischen Guerillas bereits im August 1996 Grosny zurückzuerobern. Der für Russland desaströs verlaufene Erste Tschetschenienkrieg endete schließlich mit einem Waffenstillstand, dem Abzug russischer Truppen und der faktischen Unabhängigkeit Tschetscheniens.
Im August 1999 flammte der russisch-tschetschenische Konflikt wieder auf, als tschetschenische Kämpfer unter Führung der Islamisten Schamil Bassajew und Ibn al-Chattab die Nachbarrepublik Dagestan angriffen. Im September kam es zu einer Reihe von Sprengstoffanschläge auf Wohnhäuser in Russland, bei denen 367 Menschen ums Leben kamen. Die Taten wurden tschetschenischen Terroristen zugeschrieben. Aufgrund verdächtiger Indizien kamen jedoch Gerüchte auf, dass die russischen Geheimdienste auf Anweisung von Wladimir Putin die Anschläge unter Falscher Flagge inszeniert hätten, um nationalistische Unterstützung für den ehemaligen KGB-Agenten Putin vor der Präsidentschaftswahl in Russland 2000 zu mobilisieren und einen Vorwand zu haben, Tschetschenien zurückzuerobern zu können. Mehrere Duma-Abgeordnete, die Nachforschungen zu den Anschlägen anstellten, wurden später ermordet.
Putin erklärte den tschetschenischen Separatisten den Krieg, wodurch seine Beliebtheitswerte umgehend stiegen. Im Oktober 1999 begann ein Einmarsch russischer Truppen mit 100.000 Soldaten, die in einigen Wochen zu den Vororten von Grosny vorstoßen konnten. Die Russen setzten vorwiegend auf Raketenartillerie und Bombenangriffe aus der Luft und besaßen eine überwältigende materielle Überlegenheit. Unterstützt wurden sie von einigen prorussischen tschetschenischen Milizen, die nur schlecht mit AK-47-Gewehren ausgerüstet waren und häufig im Kampf vorangeschickt wurden. In Grosny befanden sich bis zu 6000 tschetschenische Kämpfer, welche gut vorbereitet waren und die Stadt zu einer Festung ausgebaut hatten. Die Tschetschenen gruben Hunderte von Schützengräben und Panzerabwehrgräben, bauten Bunker hinter Wohnhäusern, legten in der ganzen Stadt Landminen aus, platzierten Scharfschützen auf Hochhäusern und bereiteten Fluchtwege vor. Zahlreiche Gebäude wurden mit Sprengfallen ausgerüstet und vermint.

## Ablauf

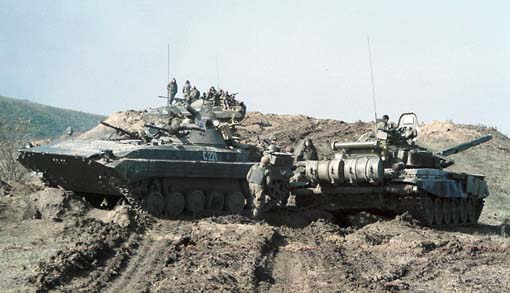
Russische Truppen auf dem Weg nach Grosny (November 1999)

Am 15. Oktober 1999 übernahmen die russischen Streitkräfte nach einem intensiven Panzer- und Artilleriefeuer gegen die tschetschenischen Separatisten die Kontrolle über einen strategisch wichtigen Bergrücken in Artilleriereichweite von Grosny. Anschließend unternahmen sie mehrere vergebliche Versuche, Stellungen am Stadtrand einzunehmen. Am 4. Dezember erklärte der Kommandeur der russischen Streitkräfte im Nordkaukasus, General Wiktor Kasanzew, dass Grosny vollständig von russischen Truppen belagert sei. General Anatoli Kwaschnin, Chef des Generalstabs der Armee, sagte sogar voraus, dass die Rebellen die tschetschenische Hauptstadt aus eigener Kraft verlassen würden, da sie von der Zivilbevölkerung, die große Zerstörungen befürchtete, zum Rückzug gedrängt würden. Diese Hoffnung erfüllte sich jedoch nicht, da die Separatisten gut auf den Angriff vorbereitet waren.
Der Großteil der Zivilbevölkerung der Stadt floh nach den Raketenangriffen zu Beginn des Krieges und ließ die Straßen weitgehend menschenleer zurück. Bis zu 40.000 Zivilisten, oft ältere, arme und gebrechliche Menschen, waren während der Belagerung in den Kellern eingeschlossen und litten unter den Bombenangriffen, der Kälte und dem Hunger. Einige von ihnen wurden bei dem Versuch zu fliehen getötet. Am 3. Dezember starben etwa 40 Menschen, als ein Flüchtlingskonvoi, der die belagerten Gebiete verlassen wollte, beschossen wurde. Etwa 250 bis 300 Menschen, die im Oktober 1999 bei einem Fluchtversuch zwischen den Dörfern Gorjatschewodsk und Petropawlowskaja ums Leben gekommen waren, wurden in einem Massengrab verscharrt.
Die russischen Streitkräfte, die Grosny belagerten, planten, die Stadt mit schwerem Luft- und Artilleriebeschuss anzugreifen, um sie so weit zu zerstören, dass Rebellen nichts mehr zu verteidigen hatten. Am 5. Dezember gingen die russischen Flugzeuge, die zuvor Bomben auf Grosny abgeworfen hatten, mit einer Warnung des Generalstabs zu Flugblättern über. Die Russen setzten den Bewohnern von Grosny eine Frist und forderten sie auf, die Stadt bis zum 11. Dezember 1999 zu verlassen oder vernichtet zu werden: „Personen, die in der Stadt bleiben, werden als Terroristen und Banditen betrachtet und von der Artillerie und der Luftwaffe vernichtet. Es wird keine weiteren Verhandlungen geben. Jeder, der die Stadt nicht verlässt, wird getötet“. Die russischen Befehlshaber richteten einen „sicheren Korridor“ für diejenigen ein, die aus Grosny fliehen wollten, doch Berichten aus dem Kriegsgebiet zufolge nutzten ihn nur wenige Menschen, als er am 11. Dezember geöffnet wurde. Verzweifelte Flüchtlinge, die entkommen konnten, berichteten von Bombenangriffen, Beschuss und Brutalität.
Nach der Einkreisung von Grosny waren noch zwei weitere Wochen Beschuss und Bombardierung erforderlich, bevor die russischen Truppen in der Lage waren, in irgendeinem Teil der Stadt Fuß zu fassen. Anfang Dezember nahm Russland die Separatistenhochburg Urus-Martan in der Nähe von Grosny ein, nachdem sie mehrere Wochen lang mit schweren Luftangriffen und Artilleriebeschuss überzogen worden war. Am 13. Dezember hatten die russischen Truppen die Kontrolle über den wichtigsten Flughafen Tschetscheniens im Vorort Chankala zurückgewonnen. Am 25. Dezember begann schließlich die russische Bodenoffensive in Grosny. Die russischen Bodentruppen stießen bei ihrem Vormarsch auf den erbitterten Widerstand der Rebellen.
Die ersten Kämpfe konzentrierten sich auf die östlichen Außenbezirke von Grosny, wobei Aufklärungsgruppen in die Stadt eindrangen, um die Stellungen der Rebellen zu identifizieren. Die russische Taktik schien darin zu bestehen, das Feuer der Rebellen auf sich zu ziehen, sich dann zurückzuziehen und die tschetschenischen Stellungen mit Artillerie und Raketen zu beschießen. Bis Mitte Januar 2000 hatten sich die russischen Truppen in das Stadtzentrum vorgearbeitet, wobei sie immer wieder Opfer von Fallen und Hinterhalten wurden. Tschetschenische Scharfschützen töteten am 18. Januar einen der russischen Kommandeure, General Michail Malofejew. Zwei Tage später verlor eine russische Einheit im Nordwesten Grosnys 20 Männer, nachdem die Rebellen durch Abwassertunnel vorgedrungen waren und sie von hinten angegriffen hatten. Am 26. Januar gab die russische Regierung zu, dass seit Beginn des Krieges im Oktober 1.173 Soldaten in Tschetschenien getötet worden seien.

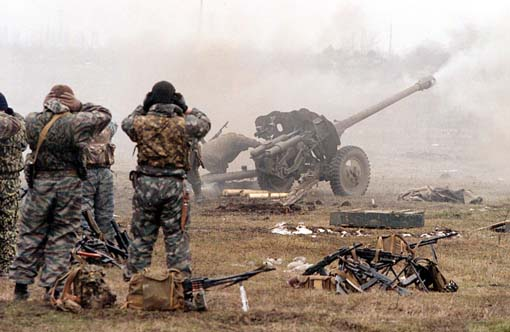
Russische Soldaten feuern Artillerie (Dezember 1999)

Gegen Ende Januar und Anfang Februar begannen sich die tschetschenischen Kämpfer aus der Stadt zurückzuziehen. Der tschetschenische Präsident Aslan Maschadow war zuvor in ein geheimes Hauptquartier im Süden Tschetscheniens evakuiert worden. Bei dem Fluchtversuch in südwestliche Richtung wurden die fliehenden Kämpfer (und einige Zivilisten) von russischer Artillerie getroffen oder liefen in Minen. So wurde Schamil Bassajew verletzt, als er beim Ausbruchsversuch in eine Mine trat. Laut General Kasanzew wurden 500 tschetschenische Kämpfer bei dem Fluchtversuch getötet. Am 4. Februar bombardierten die russischen Streitkräfte das Dorf Katar-Jurt, angeblich um die Tschetschenen an einem weiteren Rückzug zu hindern. Bis zu 20.000 Flüchtlinge flohen verzweifelt vor einem intensiven Bombardement, das zwei Tage lang andauerte und Hunderte von Zivilisten tötete, einschließlich der Bombardierung eines zivilen Konvois, der versucht hatte, die Siedlung während einer Ruhephase zu verlassen.
Nach der Flucht der meisten Kämpfer begannen die Russen mit Säuberungsaktionen in der verlassenen Stadt gegen verbliebene Guerillas, wobei viele schwere Verbrechen gegen die Zivilbevölkerung begangen wurden und es zu wahllosen Plünderungen und Kriegsverbrechen kam. Mehrere hundert Rebellenkämpfer hielten sich in den mit Sprengfallen versehenen Ruinen versteckt und terrorisierten die Russen mit gelegentlichem Scharfschützenfeuer. Wegen der Gefahren durch Scharfschützen, Minen und nicht explodierten Kampfmitteln konnten die Russen erst am 6. Februar die russische Flagge über dem Stadtzentrum hissen. Präsident Putin verkündete die Befreiung von Grosny und erklärte die militärischen Operationen für beendet. Am 21. Februar hielten die russischen Streitkräfte eine Militärparade ab, um den Sieg über die tschetschenischen Rebellen zu symbolisieren. Der russische Verteidigungsminister Igor Sergejew erklärte während der Zeremonie, dass „die letzte Phase“ der Operation zur „Vernichtung von Banditenformationen und terroristischen Gruppen, die versuchen, Russland zu zerschlagen“, abgeschlossen worden sei.

## Nachwirkungen
Nach dem Ende des Krieges konnten Zivilisten ab März 2000 in die völlig zerstörte Stadt zurückkehren. Verdeckte Kämpfer verblieben in der Stadt und verübten immer wieder Attacken und Anschläge. Im Juni 2000 begannen russische Polizei- und Spezialeinheiten eine Aufstandsbekämpfungsoperation gegen die Rebellen in Grosny, doch die Bombenanschläge und Zusammenstöße in der Stadt gingen weiter, da sich die Guerillas unter der teilweise zurückgekehrten Zivilbevölkerung versteckten. Bei mehreren Zwischenfällen wurden Hubschrauber mit Raketen über Grosny abgeschossen, wobei eine Reihe hochrangiger Militärs ums Leben kamen. Beim Absturz einer Mi-26 bei Chankala im Jahr 2002, dem tödlichsten Angriff, wurden mehr als 120 Soldaten bei der schlimmsten Hubschrauberkatastrophe der Geschichte getötet. Außerdem gab es eine Reihe von Bombenanschlägen auf lokale Regierungsgebäude (einschließlich Selbstmordattentaten). Bei dem Lkw-Bombenanschlag in Grosny 2002 wurde der Sitz der prorussischen tschetschenischen Regierung zerstört, wobei mindestens 83 Menschen ums Leben kamen. Auch Militäreinrichtungen und Polizeistationen wurden angegriffen, und es kam zu zahlreichen Schießereien mit Heckenschützen und anderen Zwischenfällen, die darauf abzielten, russische Soldaten zu töten oder gefangen zu nehmen, die sich allein oder in kleinen Gruppen auf die Straße wagten. Vergeltungsaktionen trafen immer wieder die Zivilbevölkerung, die Opfer von Morden, Vergewaltigungen und Plünderungen durch russische Soldaten wurde.
Im Laufe der Jahre wurden die Feindseligkeiten sporadischer, und der Konflikt in Tschetschenien nahm an Intensität ab. Schließlich wurden Angriffe in der Hauptstadt seltener. Aktivitäten von Guerillas konzentrierten sich nun auf bergiges und schwer erschließbares Gelände. Ab 2006 fanden in der Stadt groß angelegte Restaurierungsarbeiten statt, die häufig mit der Entdeckung menschlicher Überreste, einschließlich Massengräbern, einhergingen.